# Parlamento de Suazilandia
El Parlamento de Suazilandia, llamado Libandla en suazi, es el parlamento bicameral de Suazilandia, que en la actualidad está reducido a un órgano consultivo.
Se compone del Senado y la Cámara de la Asamblea.

## Cámaras
El Parlamento de Suazilandia se compone de dos Cámaras: El Senado, la Cámara Alta, y la Cámara de la Asamblea, la Cámara Baja.
El Senado consta de 30 miembros, de los cuales 20 son nombrados por el Rey y los 10 restantes por la Cámara Baja.
La Cámara de la Asamblea consta de 65 miembros que son elegidos por un periodo de cinco años. Diez de ellos son elegidos directamente por el Rey y los otros 55 son elegidos a través de unas elecciones a dos vueltas.

## Funciones
El parlamento tiene muy poco control sobre el gobierno. El primer ministro y sus ministros son nombrados por el rey, sin consultar al cuerpo legislativo. Aunque en principio la Constitución permite que el Parlamento emita una moción de censura al gobierno, esta disposición no se respeta en la práctica. El Rey puede disolver el Parlamento a voluntad y aplicar su veto a cualquier ley aprobada por los legisladores.

### Regencia
La Reina Regente es asistida durante la regencia por una Persona Autorizada del Libandla. En caso de desacuerdo entre los dos, se recurre al arbitraje del Bantfwabenkhosi y de los jefes.

## Partidos políticos
Los partidos políticos están prohibidos por la Constitución del 13 de octubre de 1978, pero sí existen lo que se consideran asociaciones políticas: Movimiento Nacional Imbokodvo (INM), Congreso de Liberación Nacional Ngwane (NNLC), Movimiento Popular Democrático Unido (PUDEMO), Frente Nacional de Suazilandia (SWANAFRO).